# Día Nacional de la Memoria por la Verdad y la Justicia
El Día Nacional de la Memoria por la Verdad y la Justicia es un día feriado inamovible de Argentina que se conmemora cada 24 de marzo. La fecha remite al golpe de Estado del 24 de marzo de 1976 y busca generar memoria y conciencia colectiva para que los golpes de Estado y las violaciones de derechos humanos no se repitan "nunca más" y sus autores sean enjuiciados y castigados.
El Proceso de Reorganización Nacional fue una dictadura cívico-militar que causó que decenas de miles de personas fueran asesinadas, desaparecidas, violadas, torturadas, secuestradas siendo bebés, o debieran nacer en cautiverio, padecer la sustracción de su identidad y sufrir el exilio. Las organizaciones de derechos humanos, los sindicatos, el movimiento estudiantil, los movimientos sociales y muchos partidos políticos hacen referencia a los más de 30000 detenidos desaparecidos, que fueron víctimas de la última dictadura y cuya presencia en la sociedad actual se invoca en cada conmemoración al grito «30000 detenidos-desaparecidos ¡Presentes! ¡Ahora y siempre!».
La conmemoración comenzó a realizarse de manera no oficial, por iniciativa popular, inmediatamente después de que se recuperara la democracia el 10 de diciembre de 1983, a raíz de la realización de marchas y actos organizadas por las organizaciones de derechos humanos y los partidos políticos. En 1998, el presidente Carlos Menem dictó un decreto disponiendo que cada año, los establecimientos educativos dedicaran ese día al análisis crítico del golpe y a "recordar a las víctimas tanto de la violencia irracional desatada por los grupos armados como de la represión ilegal". En 2002, durante la presidencia del justicialista Eduardo Duhalde, una ley estableció la conmemoración oficial bajo la denominación de "Día Nacional de la Memoria por la Verdad y la Justicia". En 2006, durante el mandato del también justicialista Néstor Kirchner, otra ley estableció la condición de feriado de la fecha. En 2017 el presidente  Mauricio Macri, de la coalición Cambiemos, dictó un decreto de necesidad y urgencia, estableciendo la movilidad del feriado, pero fue dejado sin efecto poco después debido al rechazo del Partido Justicialista y las organizaciones de derechos humanos.

## Historia

### Contexto y significado
El 10 de diciembre de 1983, un gobierno democrático encabezado por el presidente radical Raúl Alfonsín, ponía fin a la sangrienta dictadura que se había iniciado siete años atrás, el 24 de marzo de 1976. Sin embargo los asesinatos, torturas y actividades de terrorismo, habían comenzado durante gobierno democrático años antes del 24 de marzo de 1976. Desde que Argentina estableciera el voto secreto y obligatorio en 1912, solo los dos gobiernos radicales elegidos democráticamente habían podido finalizar su ciclo entregando el poder a un gobierno de otro signo elegido por tal vía (el último en 1928). Durante casi todo el siglo XX, tres ciclos de gobiernos radicales y dos de gobiernos peronistas fueron sistemáticamente derrocados por golpes de Estado que impusieron dictaduras cívico-militares. En los 53 años que transcurrieron entre el primer golpe y la elección de Alfonsín en 1983, sólo durante doce años hubo gobiernos constitucionales elegidos en elecciones libres, mientras que los 41 años restantes hubo dictaduras y gobiernos fraudulentos o producto de elecciones con proscripciones, impuestos por las fuerzas militares. La violencia ejercida contra la población por cada una de las dictaduras fue creciendo, hasta el punto de que la dictadura que finalizaba en 1983, había recurrido al uso sistemático del terrorismo de Estado, causando decenas de miles de crímenes de lesa humanidad aberrantes, incluyendo masivas ejecuciones ilegales, desapariciones forzadas, violaciones, torturas y secuestros de niños para privarlos de su identidad biológica y familiar.
Al asumir el gobierno democrático encabezado por Alfonsín, el 10 de diciembre de 1983, era muy alta la probabilidad de que pudiera ser derrocado por nuevo golpe de Estado. De hecho tanto Alfonsín, como su sucesor el peronista Carlos Menem debieron enfrentar cuatro intentos de golpe de Estado. Recién en diciembre de 1990, cesaron los levantamientos militares para derrocar un gobierno democrático. 
En esos años, había una clara conciencia en la dirigencia política argentina y las organizaciones de derechos humanos de que, lo que se denominaba "consolidación de la democracia", estaba íntimamente vinculada con la problemática de los derechos humanos y las violaciones masivas que sufrieron en la última dictadura. Por esa razón una de las primeras medidas tomadas por el gobierno democrático fue crear una Comisión que investigara los crímenes de lesa humanidad cometidos entre el 24 de marzo de 1976 y el 10 de diciembre de 1983, con el fin de elaborar un informe que sirviera de base a una acusación para enjuiciar a las Juntas Militares que lideraron el autodenominado Proceso de Reorganización Nacional, con excepción de la última, que transmitió el poder al gobierno democrático.

### Primeras convocatorias el 24 de marzo

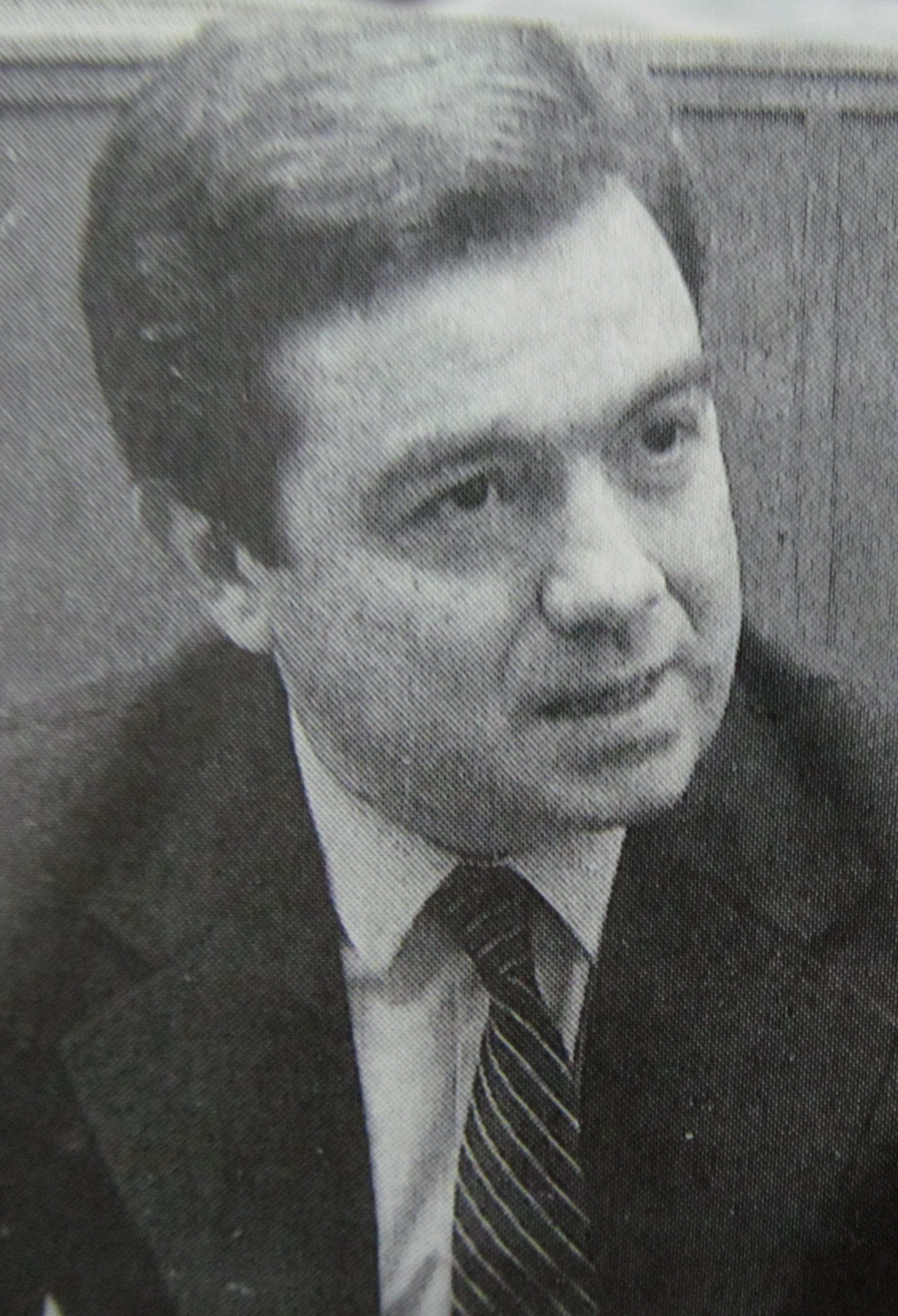
El por entonces intendente de Rosario, el radical Horacio Usandizaga, fue el orador principal en el primer acto organizado un 24 de marzo, con el fin de recurrir a la memoria colectiva para evitar que volvieran a producirse golpes de Estado y violaciones de derechos humanos.

En ese contexto, las fuerzas políticas y las organizaciones de derechos humanos comenzaron a generar movilizaciones cada 24 de marzo, con el fin de recurrir a la memoria colectiva para repudiar los golpes de Estado y las violaciones de derechos humanos, y defender la democracia.
En 1984 tuvo lugar en Rosario la primera iniciativa de conmemorar con una marcha el golpe del 24 de marzo, para repudiarlo, siendo organizado activistas peronistas y radicales. La manifestación fue relativamente pequeña, con una asistencia de unas 700 personas que marcharon desde la Plaza Pringles hasta el Concejo Deliberante, por la peatonal. Allí hablaron el intendente radical Horacio Usandizaga y el concejal peronista Pedro Bluma. La marcha bipartidaria rosarina, se repitió en los años siguientes, bajo el lema "Memoria y alerta contra los golpes de Estado".

### Marchas de las Madres los 24 de marzo
En 1985 fueron las Madres de Plaza de Mayo, encabezadas por Hebe de Bonafini, las que empezaron a marchar cada 24 de marzo, recurriendo al significado negativo de la fecha para movilizar la memoria y la conciencia colectiva, aunque en esa primera oportunidad la marcha se realizó el 21 de marzo. Pocos días después se iba a iniciar el crucial Juicio a las Juntas y existían enormes presiones para que los culpables de crímenes de lesa humanidad resultaran impunes.

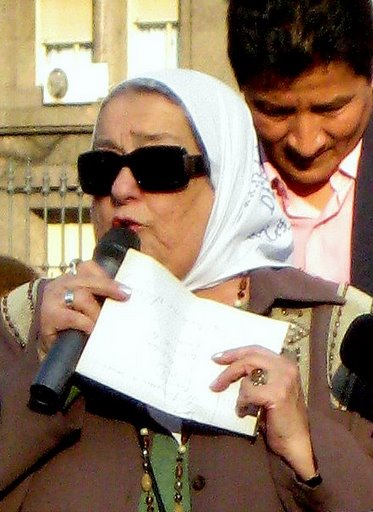
Hebe de Bonafini, presidenta de Madres de Plaza de Mayo, inició en 1985 la costumbre popular de marchar cada 24 de marzo para exigir a las autoridades democráticas que no haya nunca impunidad para las violaciones de derechos humanos.

Las Madres de Plaza de Mayo y las Abuelas de Plaza de Mayo tenían reservas sobre la CONADEP, bajo dependencia directa del presidente Raúl Alfonsín, que había investigado las violaciones de derechos humanos sobre la que se realizó la acusación de la fiscalía, pero que se había integrado sin la presencia en la misma de ninguna de las dos organizaciones, a la vez que se había negado a investigar la existencia del plan sistemático de secuestro de niños y supresión de su identidad. Por otra parte, las Madres y las Abuelas estaban disconformes con la calificación genérica de muchas de las personas como "terroristas" siguiendo la teoría de los dos demonios, así como de la omisión que la CONADEP hizo de la actuación política de las personas desaparecidas y torturadas, y sostenían que el mejor homenaje que se les podía hacer era dar a conocer sus ideales en pos de un mundo más justo y reivindicar la lucha que dieron contra la dictadura. Las marchas de las Madres de Plaza de Mayo tendrían ese objetivo central, reivindicar la lucha y los ideales de los desaparecidos, y presionar para que hubiera "juicio y castigo a los culpables" del terrorismo de Estado. Uno de los momentos cruciales y más emotivos de esas primeras marchas del 24 de marzo, que luego fue adoptado generalizadamente, fue la invocación masiva de las personas que habían desaparecido bajo el siguiente grito multitudinario:

- 30.000 detenidos-desaparecidos...
- ¡Presentes!
¡Ahora y siempre!
¡Ahora y siempre!
¡Ahora y siempre!

Las marchas del 24 de marzo fueron concebidas desde un inicio como un espacio público de expresión popular directa dirigido hacia las autoridades, para impedir o denunciar, en cada momento histórico, las maniobras de corrupción de las instituciones republicanas, que pudieran llevar a la impunidad por la violación de derechos humanos, tanto durante la dictadura, como en democracia.
La primera marcha realizada en 1985 fue realizada de cara al inminente Juicio a las Juntas. La marcha fue realizada bajo el lema de "Pido castigo", tomado de la invocación de Pablo Neruda realizada en su poema "Los enemigos". Durante la misma Hebe de Bonafini criticó que el presidente Alfonsín hubiera excluido a última Junta Militar del juicio, denunció que las autoridades tenían la intención de limitar al mínimo las condenas y juicios por delitos de lesa humanidad y exigió que fueran enjuiciados y castigados todos los culpables.
En los años siguientes se produjeron varios planteos y sublevaciones militares realizadas por los llamados carapintadas, que lograron que durante los gobiernos de Alfonsín y Carlos Menem se sancionaran una sucesión de normas (Ley de Punto Final, Ley de Obediencia Debida e indultos) que consagraron la impunidad sobre la que había alertado Bonafini.

### Decreto 314 de 1998

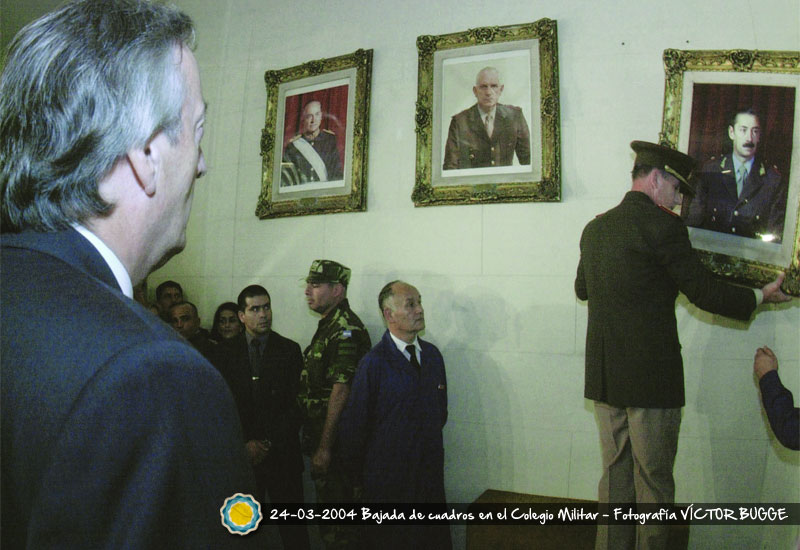
El Día de la Memoria de 2004, el entonces presidente Néstor Kirchner ordena bajar las fotografías de los dictadores que estaban colgadas en el Colegio Militar de la Nación.

En 1998, el presidente peronista Carlos Menem dictó un decreto disponiendo que cada año, los establecimientos educativos dedicaran ese día al análisis crítico del golpe y a "recordar a las víctimas tanto de la violencia irracional desatada por los grupos armados como de la represión ilegal".

### Ley 25.633 de 2002

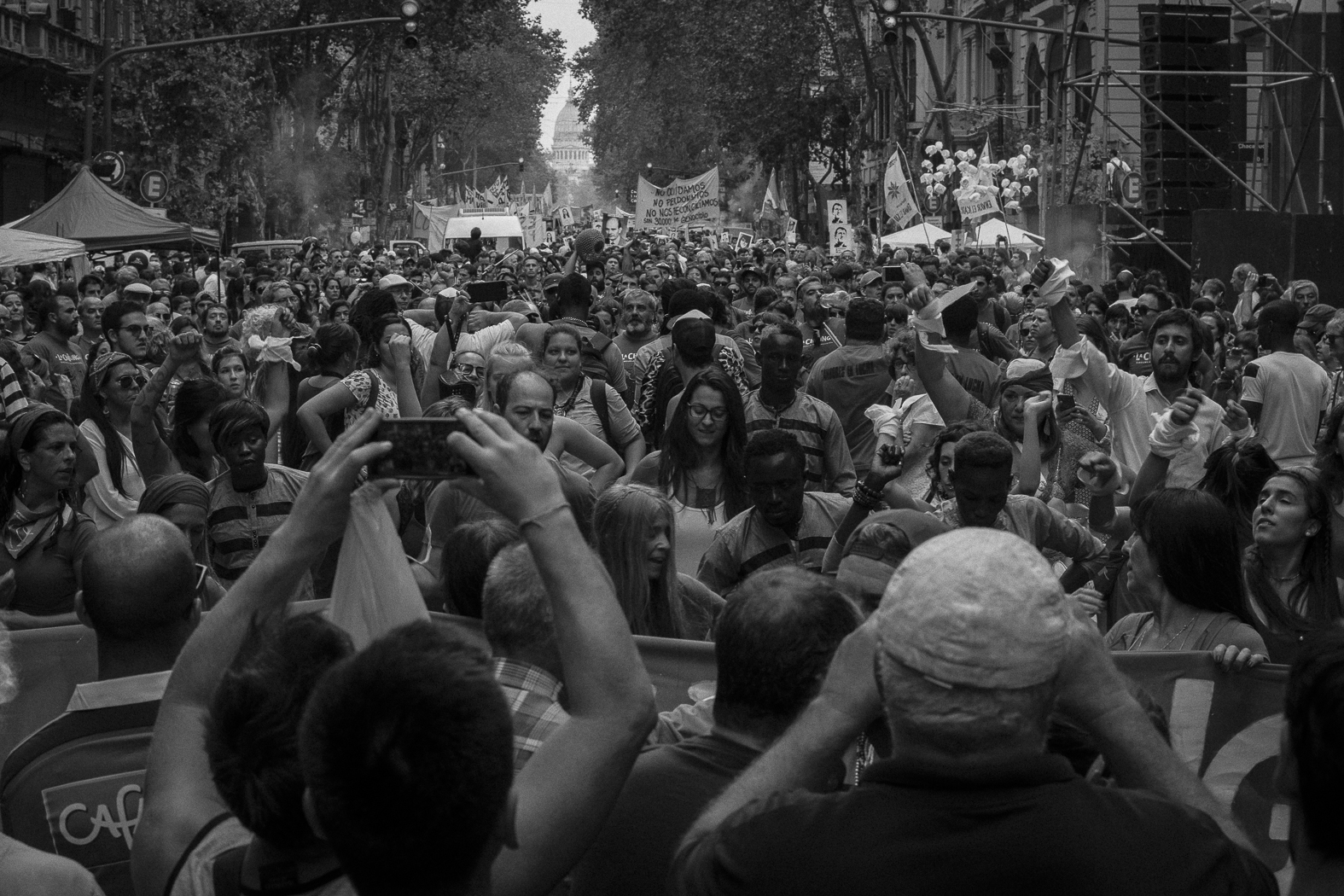
Movilización en Buenos Aires del Día Nacional de la Memoria de 2018.

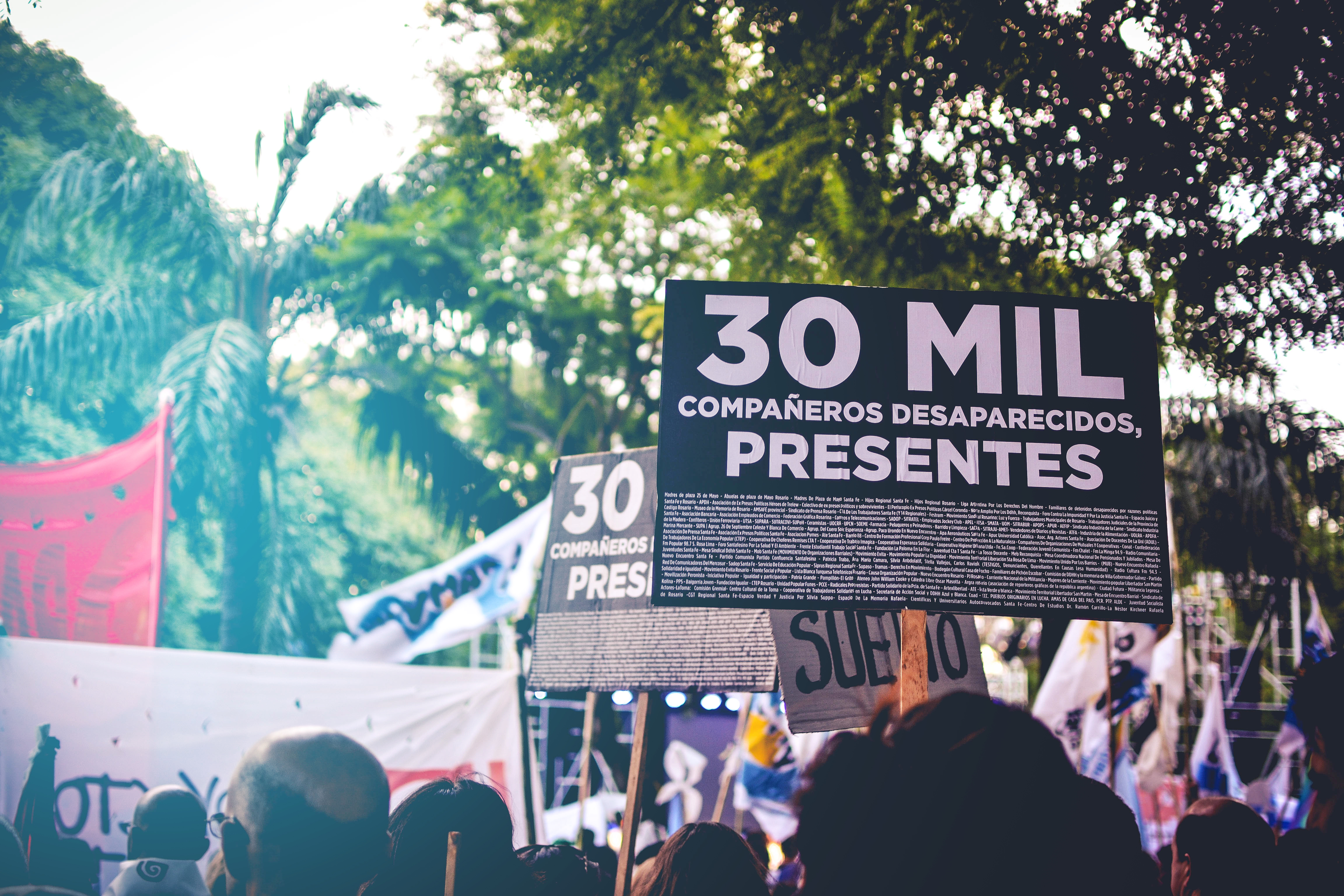
Movilización en la ciudad de Santa Fe del Día Nacional de la Memoria de 2018.

El 2 de agosto de 2002, durante la presidencia del peronista Eduardo Duhalde, el Congreso de la Nación Argentina dictó la ley 25 633, creando el Día Nacional de la Memoria por la Verdad y la Justicia con el fin de conmemorar a las víctimas, sin darle categoría «feriado»

### Ley 26.085 de 2006
En 2006 el presidente peronista Néstor Kirchner presentó al Congreso un proyecto de ley para que la fecha se convirtiera en un día feriado e inamovible. La ley fue aprobada con el número 26.085, con el voto mayoritario en ambas cámaras del Frente para la Victoria y el voto negativo o la abstención de la oposición de entonces (Unión Cívica Radical, PRO, Coalición Cívica ARI, Partido Socialista).
Algunas personas referentes del activismo por los derechos humanos, como el premio Nobel de la Paz Adolfo Pérez Esquivel y Nora Cortiñas (presidenta de Madres de Plaza de Mayo Línea Fundadora), así como la Asamblea Permanente por los Derechos Humanos (APDH), se opusieron al proyecto.

### DNU disponiendo la movilidad en 2017 y derogación inmediata

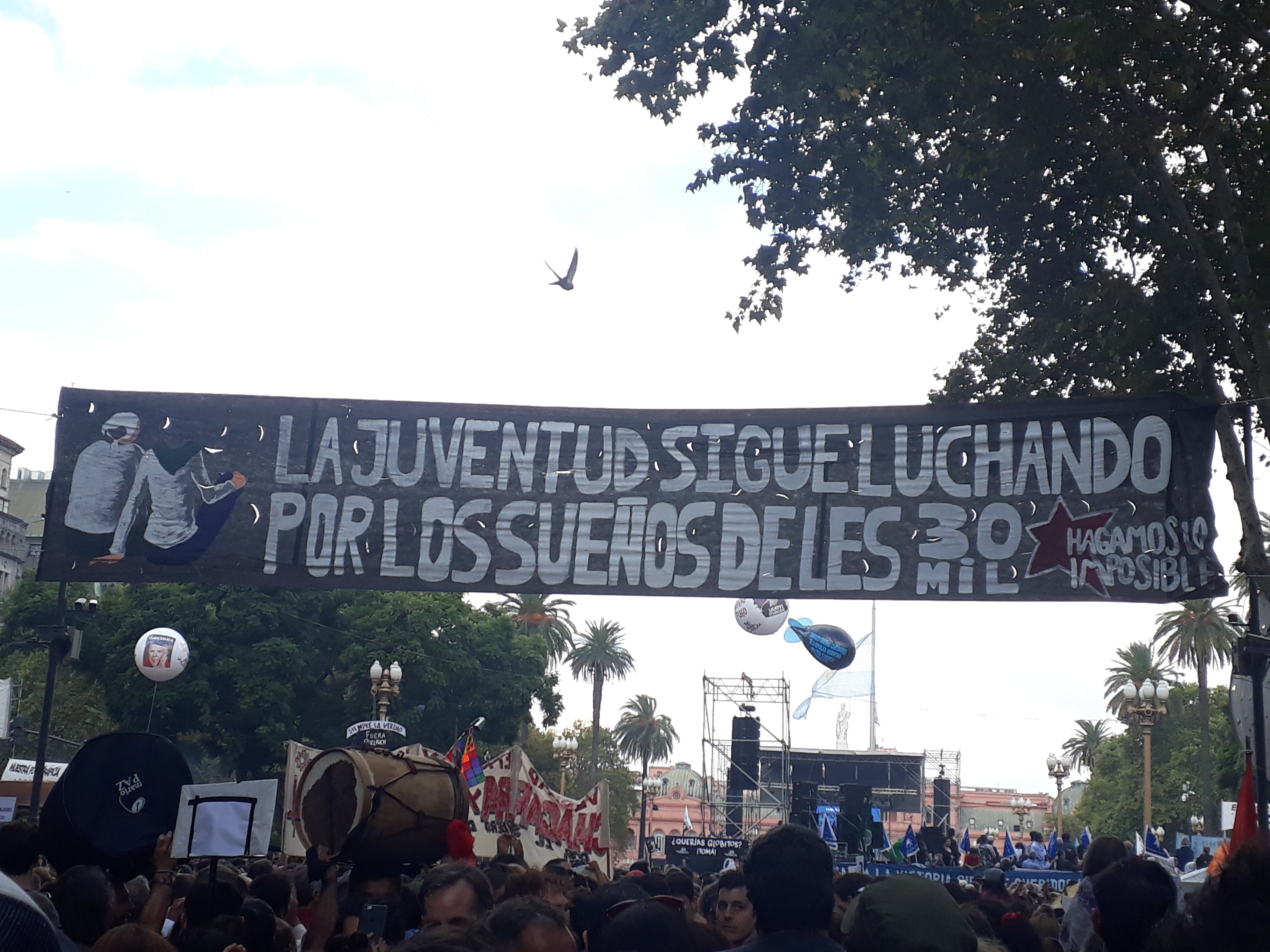
Movilización del Día Nacional de la Memoria por la Verdad y la Justicia en Buenos Aires en 2019

En 2017 el presidente Mauricio Macri de la coalición Cambiemos, dictó un decreto de necesidad y urgencia, estableciendo la movilidad del feriado, pero once días después lo revocó por otro DNU, debido al rechazo del peronismo y las organizaciones de derechos humanos.

### Spotde 2024
El 24 de marzo de 2024, durante el gobierno de Javier Milei, la cuenta oficial de la Casa Rosada publicó un spot "con su versión sobre el 24 de marzo" de 1976. El video recoge el testimonio de la hija del capitán Humberto Viola y los comentarios del periodista Juan Bautista Yofre y del exguerrillero Luis Labraña, quien sostuvo que "fue un gran negocio el de los desaparecidos" y que "lo de los 30.000 fue falso, lo puse yo". El spot no hace mención al informe oficial Nunca más sobre la desaparición y torturas de personas, ni a las sentencias del Poder Judicial en casos de crímenes de lesa humanidad. Finaliza proponiendo a los argentinos "que nos demos la mano y miremos todos juntos para adelante".